# Sune Karlsson (friidrottare)
Sune "Hållsta" Karlsson, född 20 april 1928, död 23 april 2017 i Hedesunda, var en svensk friidrottare (medeldistanslöpning). Han tävlade inhemskt för Gefle IF och vann SM-guld på bland annat 1 500 meter år 1953.